# Patinoire municipale de Courbevoie
La Patinoire Thierry Monier est le nom donné à la patinoire de Courbevoie.

## Hockey sur glace
Elle accueille l'équipe de hockey sur glace des Coqs de Courbevoie.

## Pour approfondir